# Bill Vukovich II
Bill Vukovich II (Riverside, California; 29 de marzo de 1944 - 20 de agosto de 2023) fue un piloto de automovilismo estadounidense de la división United States Auto Club y la Champ Car World Series, en esta última consigue el subcampeonato en dos ocasiones.

## Vida personal
Era hijo de Bill Vukovich, dos veces ganador del Indianapolis 500; y padre del también piloto de carreras Bill Vukovich III, ambos muertos en competición.

## Logros
- Novato del Año del Indianápolis 500 en 1968.[2]
- 23 victorias en Champ Car.[3]
- Miembro del National Midget Auto Racing Hall of Fame en 1998.

## Estadísticas

### USAC Championship Car
| Año     | 1        | 2        | 3       | 4        | 5        | 6        | 7      | 8      | 9      | 10      | 11     | 12      | 13     | 14     | 15     | 16     | 17      | 18     | 19     | 20      | 21    | 22     | 23    | 24     | 25     | 26    | 27    | 28    | Pos  | Puntos |
| ------- | -------- | -------- | ------- | -------- | -------- | -------- | ------ | ------ | ------ | ------- | ------ | ------- | ------ | ------ | ------ | ------ | ------- | ------ | ------ | ------- | ----- | ------ | ----- | ------ | ------ | ----- | ----- | ----- | ---- | ------ |
| 1965    | PHX      | TRE      | INDY    | MIL      | LAN      | PPR      | TRE    | IRP    | ATL    | LAN     | MIL    | ISF     | MIL    | DSF    | INF    | TRE    | SAC     | PHX 9  |        |         |       |        |       |        |        |       |       |       | 37°  | 80     |
| 1967    | PHX      | TRE      | INDY    | MIL      | LAN      | PIP      | MOS    | MOS    | IRP    | LAN 23  | MTR 23 | MTR 11  | SPR 6  | MIL 16 | DUQ 5  | ISF 4  | TRE 13  | SAC 17 | HAN 26 | PHX DNQ | RIV 7 |        |       |        |        |       |       |       | 15°  | 470    |
| 1968    | HAN 26   | LVG 6    | PHX 19  | TRE 5    | INDY 7   | MIL 13   | MOS 9  | MOS 7  | LAN 14 | PIP     | CDR 9  | NAZ 3   | IRP 13 | IRP 6  | LAN 6  | LAN 4  | MTR     | MTR    | SPR 4  | MIL 7   | DUQ 3 | ISF 5  | TRE 6 | SAC 16 | MCH 19 | HAN 6 | PHX 4 | RIV 7 | 5°   | 2,410  |
| 1969    | PHX 4    | HAN 8    | INDY 32 | MIL 17   | LAN 4    | PIP      | CDR 19 | NAZ 13 | TRE 6  | IRP 22  | IRP    | MIL 5   | SPR 3  | DOV    | DUQ 4  | ISF 14 | BRN DNQ | BRN    | TRE 24 | SAC 13  | KEN 9 | KEN 17 | PHX 6 | RIV 27 |        |       |       |       | 8°   | 1,280  |
| 1970    | PHX DNS  | SON 20   | TRE DNP | INDY 23  | MIL 13   | LAN 12   | CDR    | MCH    | IRP    | SPR DNP | MIL    | ONT DNQ | DUQ    | ISF    | SED    | TRE    | SAC 3   | PHX 10 |        |         |       |        |       |        |        |       |       |       | 32nd | 200    |
| 1971    | RAF      | RAF      | PHX     | TRE 25   | INDY 5   | MIL 3    | POC 5  | MCH 2  | MIL 14 | ONT 10  | TRE 4  | PHX 3   |        |        |        |        |         |        |        |         |       |        |       |        |        |       |       |       | 3°   | 2.250  |
| 1972    | PHX 20   | TRE 18   | INDY 28 | MIL 4    | MCH 11   | POC 4    | MIL 2  | ONT 3  | TRE 4  | PHX 15  |        |         |        |        |        |        |         |        |        |         |       |        |       |        |        |       |       |       | 2°   | 2.200  |
| 1973    | TWS 15   | TRE 3    | TRE 2   | INDY 2   | MIL 22   | POC 24   | MCH 3  | MIL 3  | ONT 12 | ONT     | ONT 24 | MCH 1   | MCH 15 | TRE 6  | TWS 20 | PHX 3  |         |        |        |         |       |        |       |        |        |       |       |       | 4°   | 2.440  |
| 1974    | ONT 10   | ONT      | ONT 21  | PHX 8    | TRE 3    | INDY 3   | MIL 3  | POC 8  | MCH 5  | MIL 10  | MCH 19 | TRE 18  | TRE    | PHX 6  |        |        |         |        |        |         |       |        |       |        |        |       |       |       | 6°   | 1,925  |
| 1975    | ONT      | ONT 4    | ONT 23  | PHX 4    | TRE      | INDY 6   | MIL 7  | POC 3  | MCH 3  | MIL 8   | MCH 11 | TRE     | PHX 4  |        |        |        |         |        |        |         |       |        |       |        |        |       |       |       | 5°   | 2.080  |
| 1976    | PHX DNQ  | TRE 22   | INDY 31 | MIL 6    | POC 26   | MCH      | TWS 6  | TRE 8  | MIL 15 | ONT 24  | MCH    | TWS 5   | PHX 6  |        |        |        |         |        |        |         |       |        |       |        |        |       |       |       | 14°  | 660    |
| 1977    | ONT 20   | PHX 19   | TWS     | TRE 13   | INDY 17  | MIL      | POC 9  | MOS 12 | MCH 14 | TWS     | MIL    | ONT 31  | MCH    | PHX    |        |        |         |        |        |         |       |        |       |        |        |       |       |       | 27°  | 220    |
| 1978    | PHX      | ONT      | TWS     | TRE      | INDY DNQ | MOS      | MIL    | POC 28 | MCH    | ATL     | TWS    | MIL     | ONT 26 | MCH    | TRE    | SIL    | BRH     | PHX    |        |         |       |        |       |        |        |       |       |       | 40°  | 20     |
| 1979    | ONT 3    | TWS 6    | INDY 8  | MIL 2    | POC 6    | TWS 6    | MIL 3  |        |        |         |        |         |        |        |        |        |         |        |        |         |       |        |       |        |        |       |       |       | 2°   | 1,770  |
| 1980    | ONT      | INDY 12  | MIL 21  | POC 28   | MDO      |          |        |        |        |         |        |         |        |        |        |        |         |        |        |         |       |        |       |        |        |       |       |       | 29°  | 65     |
| 1981-82 | INDY DNQ | POC 6    | ILL 17  | DUQ      | ISF 6    | INDY DNQ |        |        |        |         |        |         |        |        |        |        |         |        |        |         |       |        |       |        |        |       |       |       | 13°  | 568    |
| 1982-83 | SPR      | DUQ      | NAZ     | INDY DNQ |          |          |        |        |        |         |        |         |        |        |        |        |         |        |        |         |       |        |       |        |        |       |       |       | -    | 0      |
| 1983-84 | DUQ 12   | INDY DNP |         |          |          |          |        |        |        |         |        |         |        |        |        |        |         |        |        |         |       |        |       |        |        |       |       |       | 19°  | 20     |

### Indy Car Series
| Año  | Equipo             | 1   | 2        | 3        | 4      | 5      | 6       | 7      | 8      | 9      | 10     | 11  | 12     | 13  | 14  | 15  | 16  | Pos. | Pts | Ref   |
| ---- | ------------------ | --- | -------- | -------- | ------ | ------ | ------- | ------ | ------ | ------ | ------ | --- | ------ | --- | --- | --- | --- | ---- | --- | ----- |
| 1979 | Leader Card Racing | PHX | ATL      | ATL      | INDY 8 | TRE    | TRE     | MCH    | MCH    | WGL    | TRE    | ONT | MCH    | ATL | PHX |     |     | -    | 0   | [ 4 ] |
| 1980 | Leader Card Racing | ONT | INDY 12  | MIL 21   | POC 28 | MDO    | MCH     | WGL    | MIL 19 | ONT 34 | MCH 25 | MEX | PHX 12 |     |     |     |     | 37°  | 96  | [ 5 ] |
| 1981 | Rattlesnake Racing | PHX | MIL      | ATL      | ATL    | MCH 15 | RIV DNQ | MIL    | MCH 14 | WGL    | MEX 27 | PHX |        |     |     |     |     | 33°  | 6   | [ 6 ] |
| 1982 |                    | PHX | ATL      | MIL 11   | CLE    | MCH    | MIL     | POC 29 | RIV    | ROA    | MCH    | PHX |        |     |     |     |     | 41°  | 2   | [ 7 ] |
| 1983 |                    | ATL | INDY DNQ | MIL      | CLE    | MCH    | ROA     | POC    | RIV    | MDO    | MCH    | CPL | LAG    | PHX |     |     |     | -    | 0   | [ 8 ] |
| 1984 |                    | LBH | PHX      | INDY DNQ | MIL    | POR    | MEA     | CLE    | MCH    | ROA    | POC    | MDO | SAN    | MCH | PHX | LAG | CPL | -    | 0   | [ 9 ] |

### Indianápolis 500
| Año  | Chasis    | Máquina   | Inicio       | Término |
| ---- | --------- | --------- | ------------ | ------- |
| 1968 | Shrike    | Offy      | 23°          | 7°      |
| 1969 | Laycock   | Offy      | 26°          | 32°     |
| 1970 | Brabham   | Offy      | 30°          | 23°     |
| 1971 | Brabham   | Offy      | 11°          | 5°      |
| 1972 | Eagle     | Offy      | 18°          | 28°     |
| 1973 | Eagle     | Offy      | 16°          | 2°      |
| 1974 | Eagle     | Offy      | 16°          | 3°      |
| 1975 | Eagle     | Offy      | 8°           | 6°      |
| 1976 | Eagle     | Offy      | 9°           | 31°     |
| 1977 | Coyote    | Foyt      | 23°          | 17°     |
| 1978 | Eagle     | Offy      | No clasificó |         |
| 1979 | Watson    | Offy      | 34°          | 8°      |
| 1980 | Watson    | Offy      | 30°          | 12°     |
| 1981 | Watson    | Offy      | No clasificó |         |
| 1982 | Lightning | Cosworth  | No clasificó |         |
| 1983 | Eagle     | Chevrolet | No clasificó |         |